# Silvina Chediek
Silvina Chediek (Buenos Aires, 1 de março de 1962) é uma jornalista e apresentadora de radio e televisão argentina.
Ela iniciou sua carreira na televisão em 1984 no programa "El Espejo", e participou desde então de vários programas de rádio en TV, entre os quais, "Imagen de la Radio" (1986-1991), Reconocernos (1990-1995) , Nunca es tarde (1992), Muestra gratis (1991), Confesiones al oído o Salud con Silvina (1996). Desde 2015, Chediek apresenta "Lo mejor de ti". 